# Agrochola sibirica
Agrochola sibirica är en fjärilsart som beskrevs av Otto Staudinger 1882. Agrochola sibirica ingår i släktet Agrochola och familjen nattflyn. Inga underarter finns listade i Catalogue of Life.